# Kállai Éva Kollégium

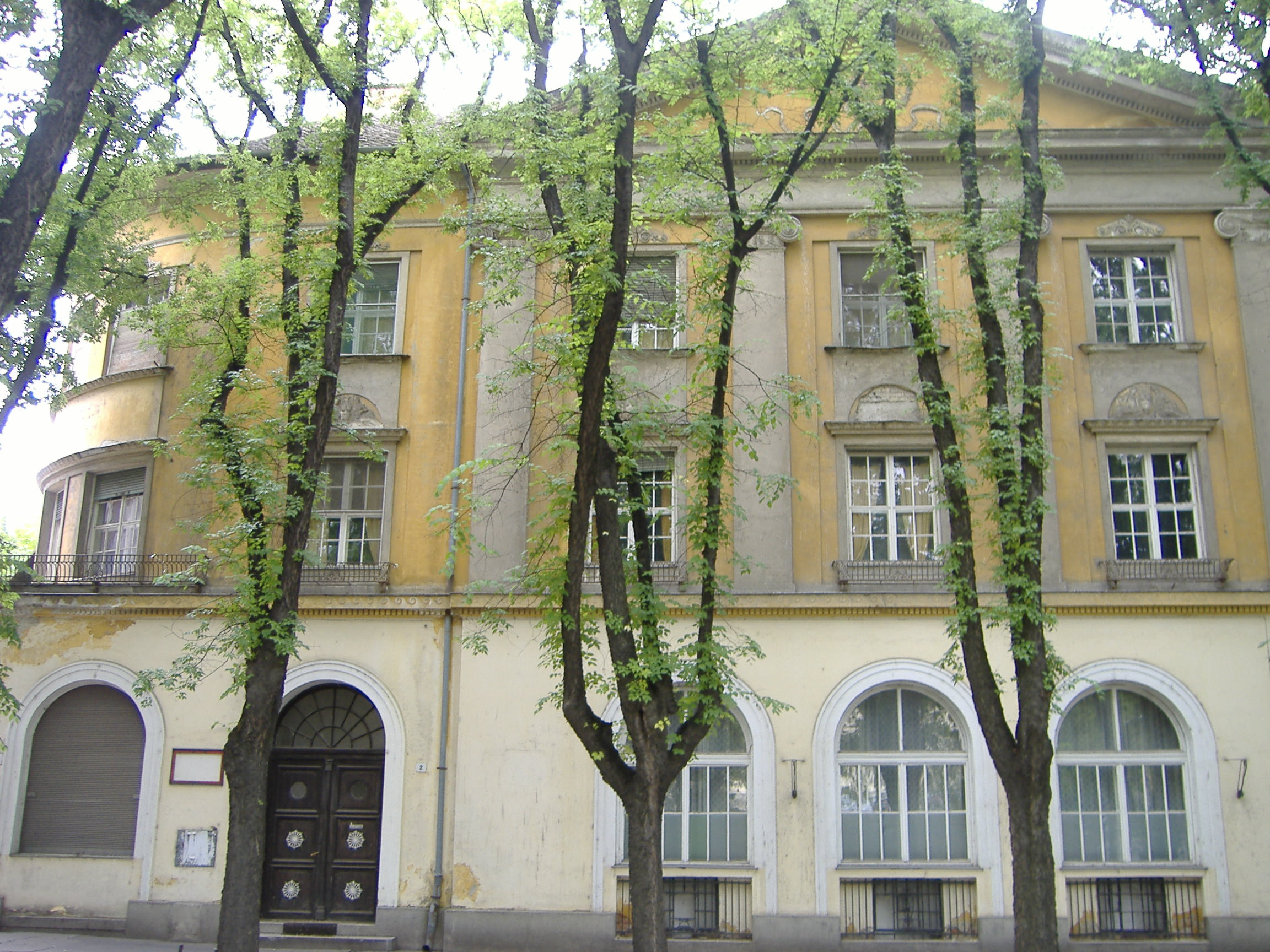
A bankfiók épülete

A Kállai Éva Kollégium épülete, amely eredetileg az Arad-Csanádi Takarékpénztár székházaként funkcionált Makón található, a Belvárosban, a Bérpalota közvetlen szomszédságában.
A székház 1927-ben épült föl Deli Lajos és Jankó Gyula tervei alapján, 3 évvel azután, hogy a trianoni békeszerződés következményeként független pénzintézetté vált az Arad-Csanádi Gazdasági Takarékpénztár Rt. makói fiókja. A munkálatok során 2 emeletet húztak a földszintes épületre. A kivitelezési munkálatokat Papp József irányította.
Az eredeti épület lecsapott sarkú volt, vízszintes nyílászárókkal. Az átalakítás során ezeket nagyméretű íves záródású ablakokra, kirakatokra és ajtókra cserélték; ugyanakkor az emeleti nyílászárók egyenes záródásúak lettek. Az emeleti szintek sarkait lekerekítették, az emeletet a földszinttől övpárkánnyal választották el. A mellékutca felőli szárazbejárót beépítették. Főhomlokzatán timpanon található, rajt a bank monogramjával, a koronázópárkány íves. Az északi szárny tehertartó középfalát pillérekre cserélték, ezáltal tágas belső tér keletkezett.
Az 1930-as években az épületben lakott Tóth Aladár főorvos, Makó díszpolgára. Az épületben 1944 és 1949 között a szovjet katonai parancsnokság kapott helyet. Ennek emlékére 1974-ben emléktáblát avattak a homlokzatán. 1949-től 1953-ig működött kollégiumként, diákotthonként. A rendszerváltás utáni években a Makói Grafikai Művésztelep résztvevőit szállásolták el benne. Jelenleg üresen áll; a Makói Termál- és Gyógyfürdő fejlesztéseként az önkormányzat az épület szállodaként való hasznosítását tervezi.